# Jens Lolle
Jens Lolle (født 25 november 1751 i København, død 1789) var en dansk balletrepetitør ved Det Kongelige Teater der blandt andet har skrevet musikken til Vincenzo Galeottis ballet Amor og Balletmesterens Luner som er opført mere end 500 gange, i ny opsætning i 1972/73.